# DJ Bass
DJ Bass, geboren als Bas van Tilburg (Turnhout, 17 juni 1976), is een Belgische diskjockey. DJ Bass is het pseudoniem waaronder hij hardcore house maakt en draait. Daarnaast is Van Tilburg ook bekend als DJ The Rebel – dan bestaat zijn muziekstijl voornamelijk uit jump, French tek en hardstyle. DJ Bass is de resident DJ geweest van twee clubs in de regio Doornik als DJ Hardcore, Temple Of House La Bush en La Florida. Hij mixt regelmatig als gast-dj in de club L'Axiome tussen Kortrijk en Doornik.
Als DJ The Rebel draait hij vaak met DJ Massiv en hij had daarmee ook zijn grootste hits, waaronder de nummers Like This, Darkness en High Volume. Zij noemen zichzelf DJ Massiv vs The Rebel. Ze produceren samen ook wel onder de namen Carunia, The Bone Snatchers, Justin Credible en Mono Traxx.
Bas van Tilburg bedient zich voorts van de volgende pseudoniemen:
- Danger Hardcore Team, D.H.T., DHT en DHT Terror Department
- Da Lords of Illusions
- T.M.T., TMT en 50% of T.M.T.
- DJ Core

## Biografie
Op de leeftijd van veertien jaar kocht Van Tilburg zijn eerste mengpaneel en twee cd-spelers. In het begin draaide hij allerlei soorten muziek, maar enkele jaren later begon hij hardcore te draaien. In 1995 richtte hij het Danger Hardcore Team op samen met zijn neef MC Jerky.
In 2004 begon hij met DJ Massiv in de studio te werken. 7 ways (to Blow the Box) was het resultaat van hun eerste samenwerking. Samen met DJ Massiv bracht hij een aantal platen uit, waarna later een Special EP verscheen, met daarop tevens twee nieuwe liedjes: Attack en Like This. De nummers 7 ways to blow the box, Darkness, High Volume, Make my Day, Maniac en Suck my Bellz werden geremixt door andere producers.
In 2007 werd The Album uitgebracht, met daarop Rest In Peace. Hij werkte hierop samen met onder anderen Binum, DJ Coone, Ronald-V en DJ Dark-E. Daarnaast werd een extra plaat met vier remixes door Karl F, Hardfaction, Q-ic en Bad Boyz uitgebracht. The Album bestaat uit drie platen en werd medio juli 2007 uitgebracht.

## Discografie

#### Bekendste Tracks
| The Rebel - Owner's Manual                         |
| The Rebel - Mind Hunter                            |
| The Rebel - Go                                     |
| The Rebel - Check This Out                         |
| The Rebel - Let the Bass Kick                      |
| DJ Massiv vs. The Rebel - 7 ways to Blow the Box   |
| DJ Massiv vs. The Rebel - Pump Up The Bass         |
| DJ Massiv vs. The Rebel - Darkness                 |
| DJ Massiv vs. The Rebel - Frequence                |
| DJ Massiv vs. The Rebel - Ear Damage               |
| DJ Massiv vs. The Rebel - Make my Day              |
| DJ Massiv vs. The Rebel - Suck my bellz            |
| DJ Massiv vs. The Rebel - Maniac                   |
| DJ Massiv vs. The Rebel - Tekno Logic              |
| DJ Massiv vs. The Rebel - High Volume              |
| DJ Massiv vs. The Rebel - Like this                |
| DJ Massiv vs. The Rebel - Attack                   |
| DJ Massiv vs. The Rebel - Get Ready                |
| DJ Massiv vs. The Rebel - Do it                    |
| DJ Massiv vs. The Rebel - Black Magic              |
| DJ Massiv vs. The Rebel - Control                  |
| DJ Massiv vs. The Rebel - Rock This Place          |
| DJ Massiv vs. The Rebel - Back In Time             |
| DJ Massiv vs. The Rebel - The Beginning            |
| DJ Massiv vs. The Rebel - Rest In Peace            |
| DJ Massiv vs. The Rebel - Temptation               |
| DJ Massiv vs. The Rebel - Da Beat                  |
| DJ Massiv vs. The Rebel - Dance                    |
| DJ Massiv vs. The Rebel ft. Binum - Pita           |
| DJ Massiv vs. The Rebel ft. Dark-E - In Between    |
| DJ Massiv vs. The Rebel ft. Ronald-V - U Like That |
| DJ Massiv vs. The Rebel ft. Coone - Into The Rave  |

#### Bekendste Remixen
| DJ Greg C - Color Sound (DJ Massiv vs The Rebel Remix)               |
| DJ Furax vs Redshark - Big Orgus 2006 (DJ Massiv vs The Rebel Remix) |
| Da Boy Tommy - Kol Nedra (DJ Massiv vs The Rebel Remix)              |
| Da Boy Tommy - Halloween 2005 (The Rebel rmx)                        |
| Chicago Zone - Demoniak (DJ Massiv vs The Rebel rmx)                 |
| Lethal MG - Pandemonium (DJ Massiv vs The Rebel rmx)                 |
| Bad Boyz - Clap your hands (DJ Massiv vs The Rebel rmx)              |
| Captain Stubing - Hands up in the ass (DJ Massiv vs The Rebel rmx)   |
| DJ W4cko ft Cartesis - Digital Pulse (DJ Massiv vs The Rebel Remix)  |
| W4cko & Casaya - Endless Desires (DJ Massiv vs The Rebel rmx)        |
| Sektor 9 - Music box (DJ Massiv vs The Rebel rmx)                    |
| Lobotomy Inc - A New Way (DJ Massiv vs The Rebel Remix)              |
| Polycarpus - Drop that Bass (The Rebel rmx)                          |
| SL Technicians - You're Ready (DJ Massiv vs The Rebel rmx)           |
| Mono Traxx - The Anthem (DJ Massiv vs The Rebel Remix)               |
| Tek Soldierz - Work This (DJ Massiv vs The Rebel rmx)                |
| DJ W4cko ft Casaya - Endless Desires (DJ Massiv vs The Rebel Remix)  |